# Agenzia Nuova Cina
L'Agenzia Nuova Cina (新华通讯社S, Xīnhuá tōngxùnshèP), nota anche come Xinhua (新华社S), è la maggiore e più antica delle due agenzie di stampa ufficiali della Repubblica Popolare Cinese ed è subordinata al controllo del Consiglio di Stato della Repubblica Popolare Cinese.

## Storia
Nuova Cina nacque nel 1931 e assunse il nome attuale nel 1937.

## Organizzazione
Ha la sede centrale a Pechino e dispone di uffici in tutte le province della Cina. È largamente utilizzata come fonte di informazione per tutti i media locali. Ha anche una forte presenza internazionale, con 107 uffici all'estero; su internet pubblica informazioni in inglese, francese, spagnolo, russo, cinese, arabo e giapponese.

## Funzione
Per la sua mancanza di indipendenza è stata criticata da Reporter Senza Frontiere, che l'ha definita "La più grande agenzia di propaganda del mondo".
"Una posizione egemone nell’ambito del sistema d’informazione, è ad esempio tuttora riconosciuta agli organi
principali del PCC, come il Quotidiano del Popolo, e dello Stato, come
l’Agenzia di stampa Nuova Cina, che hanno il monopolio sull’informazione
politica nazionale e internazionale. Essi sono, quindi, in
grado di controllare la distribuzione di notizie e risorse importanti, assicurando
in questo modo un vantaggio competitivo sul mercato alle
testate e ai media più fedeli alla visione ufficiale".